# TwitPic
TwitPic è un sito web che consente agli utenti di inviare facilmente le immagini al microblogging Twitter e ad altri social media. TwitPic è spesso usato dai giornalisti per caricare e distribuire le immagini quasi in tempo reale su un evento in diretta.

## Storia
TwitPic è stata lanciata nel 2008 da Noah Everett. In un'intervista con Mixergy, Noah Everett ha rivelato che gli era stato offerto un prezzo intorno ai 10 milioni di dollari per la sua azienda, ma egli declinò l'offerta.